# Amir Peretz
Amir Peretz (Boujad, 9 de março de 1952) é um político israelense que atualmente serve como líder do Partido Trabalhista (Ha-Avoda) e membro do Knesset (o parlamento de Israel). Começou sua carreira política em 1988 e serviu como Ministro da Defesa (2006–2007) e Ministro da Proteção Ambiental (2013–2014). Desde Maio de 2020 é Ministro da Economia de Israel.
Imigrou para Israel com 4 anos. Seus pais eram simples operários e a família morava em uma Maabara, hoje no município de Sderot no sul de Israel. Era oficial no exército israelense em uma unidade de pára-quedistas e foi gravemente ferido em Sinai.
Depois do serviço militar tornou-se agricultor em um Moshav, onde cultivava rosas ornamentais e alho. Foi prefeito da cidade de Sderot e chefe da Histadrut, a união dos trabalhadores israelenses, e desde 1988 um membro da Knesset.
Em 10 de Novembro de 2005 foi eleito para o cargo de chefe do partido. A sua linha política é socialista radical.